# 高橋幸慈
高橋 幸慈（たかはし こうじ、本名：高橋 幸二。1962年1月19日 - ）は、大阪府四條畷市出身の漫画家。函館大学商学部卒業。千葉県八街市在住。

## 来歴
大阪府立南寝屋川高等学校、函館大学商学部卒。1985年、「押忍!!空手部」（『週刊ヤングジャンプ』）でデビュー。

## 作品リスト

### 連載
- 押忍!!空手部（高橋幸二名義、『週刊ヤングジャンプ』1985年20号 - 1996年18号、全43巻）
- 超格闘伝説 あした輝け!（高橋幸二名義、『週刊ヤングジャンプ』1996年24号 - 1997年45号、全6巻）
- わっぱ烈伝 爆造（高橋幸二名義、『週刊ヤングジャンプ』1998年20号 - 2000年34号、全8巻）
- ゴルドオ（『週刊ヤングジャンプ』2002年25号 -2003年13号、全4巻）
- 大阪RED-あの頃､俺達は...（『スーパージャンプ』2005年5号 - 同年14号、全2巻）
- 押忍!!麻雀部（『近代麻雀』2013年8月15日号 - 連載終了、全2巻）

### 読切
- GH（ゴッドハンド）（『週刊ヤングジャンプ』2001年5・6合併号）
- 浦安ゴルフクラブ（『ヤングジャンプ増刊漫革』2001年Vol.23）
- 押忍!!麻雀部（『近代麻雀オリジナル』2013年5月号 - 6月号）

## アシスタント経験者
- ふなつ一輝[1]
- 岡本倫[2]